# Горшколепов, Владимир Борисович
Владимир Борисович Горшколепов (13.3.1942, Орджоникидзе — 27.05.2023, Харьков) — военачальник, командующий 4-й отдельной армией ПВО, начальник Военной инженерной радиотехнической академии ПВО, генерал-лейтенант, кандидат технических наук, доцент.

## Биография
Владимир Борисович родился 13 марта 1942 года в г. Орджоникидзе. По окончании школы поступил в Одесское военно-техническое училище, которое закончил в 1962 году. После окончания училища проходил службу на должностях командира взвода и старшего техника. В 1972 году с отличием и золотой медалью окончил Военную инженерную радиотехническую академию ПВО им. Маршала Советского Союза Л. А. Говорова. По окончании академии прошел ступени от командира радиотехнической батареи до командира зенитной ракетной бригады. В 1980 году назначен заместителем командира дивизии ПВО.
В 1986 году окончил Военную академию Генерального Штаба Вооруженных Сил СССР. После окончания академии назначается первым заместителем командующего 4-й отдельной армией ПВО. С 1987 по 1990 год — командующий 4-й отдельной Краснознаменной армией ПВО. В 1990 году назначен на должность начальника Военной инженерной радиотехнической академии ПВО им. Маршала Советского Союза Л. А. Говорова в Харькове, которую исполнял до 1992 года.
После распада СССР в 1996 году проходил службу в Вооруженных Силах Украины: начальником Главного управления военного образования и начальником Главного управления внешних связей Министерства обороны Украины. В 1998 году уволен в
запас. Кандидат технических наук, доцент.

## Награды и почетные звания
Награждён орденом «За службу Родине в Вооруженных Силах СССР» 3-й степени, медалями.